# Давыдовка (Приморский край)
Давы́довка — посёлок в Надеждинском районе Приморского края, входит в состав Тавричанского сельского поселения.

## География
Посёлок находится на расстоянии 11 км от села Вольно-Надеждинское, административного центра района, и 48 км от города Владивосток, административного центра края. Находится в 3 км на северо-востоке от Тавричанки, центра сельского поселения.
Ближайший водоём - Амурский залив, находящийся в полукилометре на востоке от посёлка.
Посёлок очень растянут с запада на восток, имеет две части: восточная (новая), и западная (старая).
В 300 метрах от пункта находится бывшая ж/д линия, ведущая в две стороны: в Тавричанку (через разобранный в 90-х годах мост через реку Давыдовка), и в Западный (Вольно-Надеждинское)

## Население
| 2002 | 2004 | 2005 | 2008 | 2010 |
| ---- | ---- | ---- | ---- | ---- |
| 108  | ↘99  | ↘71  | ↗84  | ↘81  |